# Heinz Lorenz (Fußballspieler)
Heinz Lorenz (* 12. November 1929 in Chemnitz) ist ein ehemaliger deutscher Fußballspieler, der von 1953 bis 1962 in der Fußball-Oberliga West als Stürmer 196 Spiele absolviert und dabei 99 Tore erzielt hat.

## Laufbahn

### Preußen Dellbrück, bis 1957
Am Starttag der Runde 1953/54, am 9. August 1953, beim Auswärtsspiel bei Rot-Weiss Essen debütierte der Offensivspieler Heinz Lorenz als Mittelstürmer in der Mannschaft von Preußen Dellbrück in der Fußball-Oberliga West. Die Mannschaft von der Hafenstraße gewann das Heimspiel mit 4:1 Toren und Dellbrück fabrizierte mit 1:11 Punkten einen klassischen Fehlstart. Am siebten Spieltag gelang den Preußen durch einen 3:2-Erfolg bei Fortuna Düsseldorf der erste doppelte Punktgewinn. Heinz Lorenz zeichnete sich dabei als zweifacher Torschütze aus und untermauerte damit seinen Stammplatz im Team um Leistungsträger Heinz Schlömer. Die Schwarz-Weißen aus Dellbrück belegten den 13. Rang und die neue Kölner Stürmerhoffnung hatte in 27 Oberligaspielen dreizehn Tore erzielt. In seiner zweiten Oberligasaison, 1954/55, die Preußen rangierten am Rundenende mit 28:32 Punkten und dem negativen Torverhältnis von 51:58 Treffern auf dem zehnten Rang der Abschlusstabelle, eroberte sich der schussstarke Angreifer mit 23 Toren gemeinsam mit dem Münsteraner Nationalstürmer Felix Gerritzen die Torschützenkrone im Westen. Der treffsicherste Schütze des Meisters Rot-Weiss Essen, Franz Islacker, folgte mit 20 Toren auf dem dritten Rang. Herausragend war die Leistung des Torschützen vom Dienst bei Dellbrück am 26. Dezember 1954, als er mit drei Toren fast alleine den 4:2-Heimerfolg gegen Borussia Dortmund zustande brachte, und dies gegen die Parade-Läuferreihe der Borussen mit Elwin Schlebrowski, Max Michallek und Erich Schanko. Zweitbester Torschütze bei Preußen Dellbrück wurde Günther Schemmling mit sechs Treffern. Daraus resultierte die besondere Aufmerksamkeit der gegnerischen Abwehrreihen auf den torgefährlichen Heinz Lorenz. In den beiden nächsten Runden konnte der zumeist als Mittelstürmer oder auf Linksaußen angreifende Lorenz an diese Trefferquote nicht mehr anschließen, ist aber mit seinen insgesamt 52 Toren Rekordtorschütze der Preußen in der Oberliga West.

### SC Viktoria 04 Köln, 1957 bis 1962
Nach der Fusion vom 10. Juli 1957 zwischen Preußen Dellbrück und SC Rapid Köln gehörte der Angreifer Heinz Lorenz noch fünf Runden dem daraus entstandenen Oberligaklub SC Viktoria Köln an. Unter Trainer Johannes „Hans“ Paffrath debütierte der Fusionsverein am 11. August 1957 mit einem 2:1-Heimsieg gegen Rot-Weiß Oberhausen in der West-Liga. Der Viktoria-Innensturm setzte sich dabei mit Bernhard Schwier, Ernst-Günter Habig und Lorenz zusammen. Das erste Derby gegen den 1. FC Köln fand am sechsten Spieltag, am 15. September 1957, vor 12.000 Zuschauern statt. Die Viktoria gewann überraschend – gegen die internationalen „Geißböcke“-Halbstürmer Zlatko Čajkovski und Hans Schäfer – mit 4:1 Toren und Lorenz als Mittelstürmer im Einsatz, trug sich einmal in die Torschützenliste ein. SC Viktoria belegte den neunten Tabellenrang und Lorenz hatte 28 Spiele bestritten und dabei acht Treffer erzielt. Ab der Runde 1958/59 lernte der 29-jährige Stürmer die Trainingsarbeit von Hennes Weisweiler in der „Schäl Sick“ kennen. Mit den Schwarzweißroten von der rechten Rheinseite langte es aber nie zu einem Platz in der Spitzengruppe. In seiner letzten Oberligasaison, 1961/62, erzielte er in den fünfzehn Spielen der Vorrunde 15 Tore und musste verletzungsbedingt nach dem 4:2-Heimsieg am 26. November 1961 gegen Borussia Mönchengladbach seine Spielerkarriere beenden. Als Mittelstürmer hatte er sich nochmals als zweifacher Torschütze neben seinen Stürmerkollegen Carl-Heinz Rühl, Dieter Klever, Jürgen Schult und Manfred Lefkes ausgezeichnet. Von 1957 bis 1961 absolvierte Lorenz für Viktoria Köln 99 Spiele in der Oberliga West und erzielte dabei 47 Tore.